# Massassoit
Massassoit (Gran sachem) fou el títol que va dur Woosamequin (Pluma Groga, m. 1660), qui fou un cap dels wampanoag, esmenat pels anglesos per primer cop el 1619. El seu nom potser volia dir "gran cap" i era un càrrec i no pas el seu nom. El 1621 va signar un tractat amb els colons pelegrins de Massachusetts, el 1623 els blancs el curaren d'una malaltia i ell els ajudà contra els massachussets. Va mantenir una bona relació amb la colònia de Plymouth fins a la seva mort el 1660. El va succeir el seu fill gran Wamsutta, més conegut com a Alexander, mentre que el seu fill petit, Metacomet, fou conegut com a Philipp.